# Francisca Zetina
Francisca Zetina fue acusada de sembrar un cadáver supuestamente perteneciente al desaparecido diputado Manuel Muñoz Rocha (acusado del homicidio del secretario general del Partido Revolucionario Institucional, Jose Francisco Ruiz Massieu) en la finca de Raúl Salinas, Francisca Zetina alias "La Paca" señala que el grupo político que la encerró presiona para que no salga de la cárcel
Tiene 60 años de edad, de los cuales, ha estado presa 12 en distintos penales, con problemas de salud como hipertensión y problemas gástricos, además amenazas permanentes, extorsiones, en medio de una quiebra económica, por lo que vendió dulces durante unos meses.
La Paca fue acusada el 31 de enero de 1997 de haber sembrado restos humanos en la finca "El Encanto", propiedad de Raúl Salinas de Gortari, junto con otras siete personas, situación que involucró al gobierno federal en una investigación de corte política-policiaca-esotérica.
En diciembre de 2007 —pocos días después de haberle negado un amparo para obtener su libertad—, Francisca Zetina Chávez concedió una entrevista a EL UNIVERSAL para contar su versión. Enfatiza que el grupo político que estuvo involucrado en ese caso presiona para que no obtenga su libertad, porque ellos “me inventaron hasta el apodo”. Hace cuentas y considera que debió de haber sido liberada en octubre de 2006, pero las autoridades afirman que aún le faltan tres años más, por lo que muestra documentos en los que ya fue exonerada, en un caso en el que, subraya, “soy un chivo expiatorio”.
Francisca Zetina, alias "La Paca", pasó casi dos años más en prisión que lo que le correspondía.
Fue liberada el 9 de abril de 2008, pero debió salir libre dos años atrás para ese año el abogado panista Antonio Lozano Gracia aseguró en una entrevista al semanario Proceso que dicha osamenta encontrada en el encanto tenía características propias del senador Muñoz Rocha y que las pruebas de ADN que definirían la identidad de los restos los cuales dictaminaban que no era del desaparecido senador habrían sido alteradas afirmando que los restos pertenecían al suegro de la vidente lo cual dijo que era inconcluso ya que las características del suegro de la susodicha no eran similares a las tenía Muñoz Rocha.
Francisca, con su lunar en medio de las cejas, lo que le da un aire de misticismo, ahora se ha vuelto a reunir con su familia, en una colonia de Iztapalapa, donde por ahora prefiere no narrar su verdad acerca del caso de la siembra de una osamenta en la finca "El Encanto" en 1997.